# Scleroderma (svamp)
Scleroderma är ett svampsläkte i ordningen soppar, utgörande typen för familjen rottryfflar (Sclerodermataceae). Släktet består av cirka 25 arter över hela världen.
Fruktkroppen som i början är helt eller delvis dold i jorden är knöllik och ofta försedd med en skaftlik basis, från vilken kraftiga, greniga mycelietrådar utgår. Fruktkroppen är enkelt, nästan läderartad, slutligen oregelbundet sönderbristande.
Svamparna är inga matsvampar.
Det vetenskapliga namnet kommer från grekiska - skleros (hård) och derma (hud).
Några arter:
- Rödbrun rottryffel (Scleroderma cepa)
- Gul rottryffel (Scleroderma citrinum)
- Rutig rottryffel (Scleroderma areolatum)

## Arter enligt Catalogue of Life
Följande arter (förutom de förstnämnda) listas av Catalogue of Life:
- Scleroderma hakkodense
- Scleroderma paradoxum
- Scleroderma columnare
- Scleroderma hypogaeum
- Scleroderma sinnamariense
- Scleroderma bovista
- Scleroderma dictyosporum
- Scleroderma stellatum
- Scleroderma laeve
- Scleroderma lycoperdoides
- Scleroderma leptopodium
- Scleroderma verrucosum
- Scleroderma albidum
- Scleroderma flavidum
- Scleroderma reae
- Scleroderma macalpinei
- Scleroderma meridionale
- Scleroderma michiganense
- Scleroderma uruguayense
- Scleroderma chevalieri
- Scleroderma echinatum
- Scleroderma floridanum
- Scleroderma xanthochroum
- Scleroderma cyaneoperidiatum
- Scleroderma polyrhizum
- Scleroderma mayama
- Scleroderma septentrionale
- Scleroderma bougheri
- Scleroderma franceschii